# Sbeitla

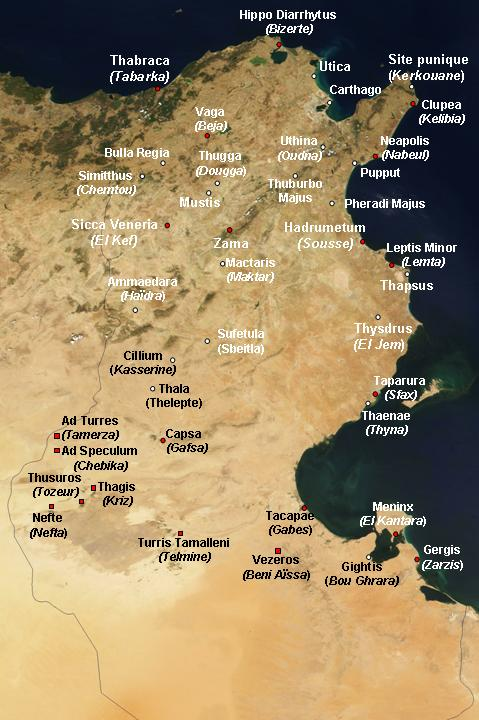
Antiguas ciudades tunecinas.

Sbeitla es una ciudad del centro de Túnez situada en el corazón de las altas mesetas, entre desiertos de estepa. Se encuentra a 117 km al suroeste de Cairuán, a 163 km al noroeste de Sfax y a 275 km al suroeste de la ciudad de Túnez.
Tiene gran importancia debido a las ruinas de una importante ciudad romana convertida más tarde en capital bizantina. También se le conoce con el nombre de Sufétula.

## Historia
Los hallazgos más antiguos de la zona consisten en megalitos y estelas funerarias púnicas.
La región estuvo habitada por tribus nómadas hasta que la legio III Augusta estableció un campamento en Ammaedara. Tras una revuelta al mando del líder bereber Tacfarinas, la región fue pacificada y poblada por el emperador Vespasiano y sus hijos Tito y Domiciano entre el 67 y el 69.
Algunas inscripciones encontradas en la ciudad hacen pensar que esta tuvo un desarrollo similar al de otras ciudades del África romana, alcanzando gran prosperidad en el siglo II gracias a la industria del aceite de oliva, cuyo cultivo se beneficia de la excelentes condiciones climáticas de la región. Las prensas de aceite encontradas en los restos de la ciudad así lo atestiguan. Esta prosperidad posibilitó la construcción de su espléndido foro y otros edificios importantes.
La ciudad comenzó a declinar durante el Bajo Imperio, hasta que fue arrasada y ocupada por los vándalos que se establecieron en la ciudad, hecho que queda atestiguado por el hallazgo de algunos templos dedicados a sus cultos.
La llegada de los bizantinos supuso una nueva etapa de esplendor. Gregorio el Patricio trasladó su capital aquí desde Cartago en el siglo VII y se declaró independiente de Bizancio. Un año más tarde, la ciudad fue saqueada por los primeros conquistadores árabes tras matar a Gregorio. Sufétula fue la primera ciudad conquistada por los árabes en la actual Túnez, convirtiéndose así en la punta de lanza para las siguientes campañas que subyugaron toda el África del Norte. 
Los árabes abandonaron la ciudad a su suerte y la población se trasladó en su mayoría a la nueva población árabe de Sbeitla y a la nueva capital de Cairuán. Las excavaciones de la ciudad antigua comenzaron a finales del siglo XIX durante el protectorado francés de Túnez. 

## Restos romanos
- El Arco del Triunfo de la Tetrarquía, a la entrada de la ciudad, está dedicado a los cuatro emperadores que gobernaron el imperio en el año 300, justo antes del mandato de Constantino I el Grande.

- Los baños públicos o termas. Se han llegado a contar hasta cuatro instalaciones en la ciudad, una de ella de gran magnitud. En estas termas mayores la distribución de las salas es muy irregular, lo que hace pensar que el edificio sufrió modificaciones posteriores.

- El foro es uno de los mejores conservados en el mundo, presenta un amplio espacio abierto pavimentado con grandes losas, se halla amurallado y comprende el capitolio y otras edificaciones anexas.

- La puerta de Antonino, que da entrada al foro, puede datarse entre 138 y 161. Sus inscripciones hacen referencia a Antonino Pío y sus dos hijos adoptivos Marco Aurelio, más tarde emperador y filósofo; y Lucio Vero.

- Los Tres Templos. En lugar de construir un único templo o capitolio dedicado a las tres divinidades más importantes para los romanos (Júpiter, Juno y Minerva), los habitantes de esta ciudad construyeron templos separados para cada una de las deidades. Una disposición similar sólo ha sido hallada en la ciudad de Baelo Claudia de Cádiz en España.

- Otras edificaciones importantes de la ciudad, aunque en peor estado de conservación, son el teatro, el anfiteatro y las fuentes públicas.

## Restos bizantinos
La mayoría de las edificaciones bizantinas aprovecharon las bases de edificios construidos por los romanos.
- La iglesia de Bellator
- La iglesia de Vitalis
- La capilla de Jucundus.
- La iglesia de Servus.
- La iglesia de los santos Gervasio, Protasio y Trifón
- Los fortines.

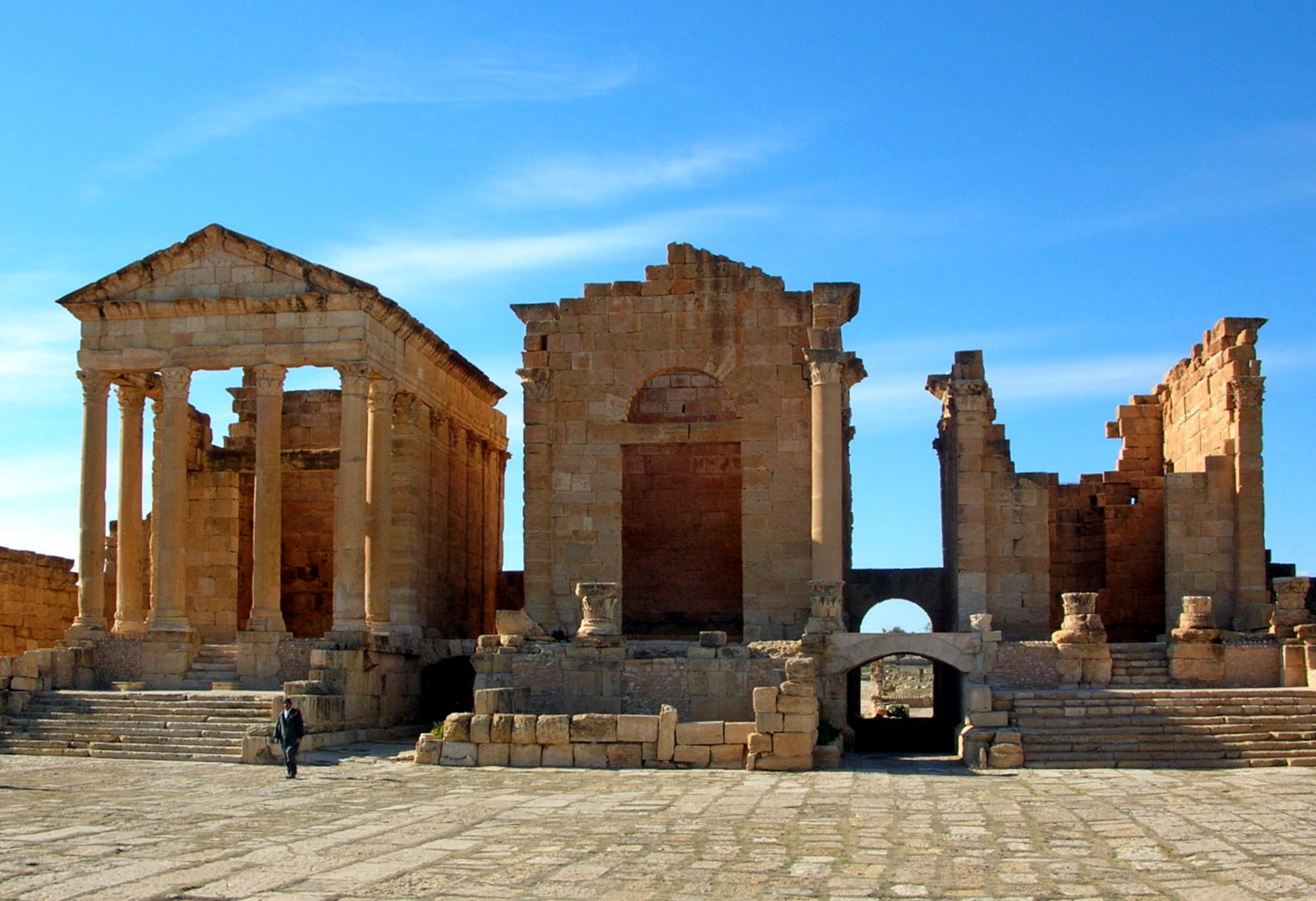
Templos capitolinos
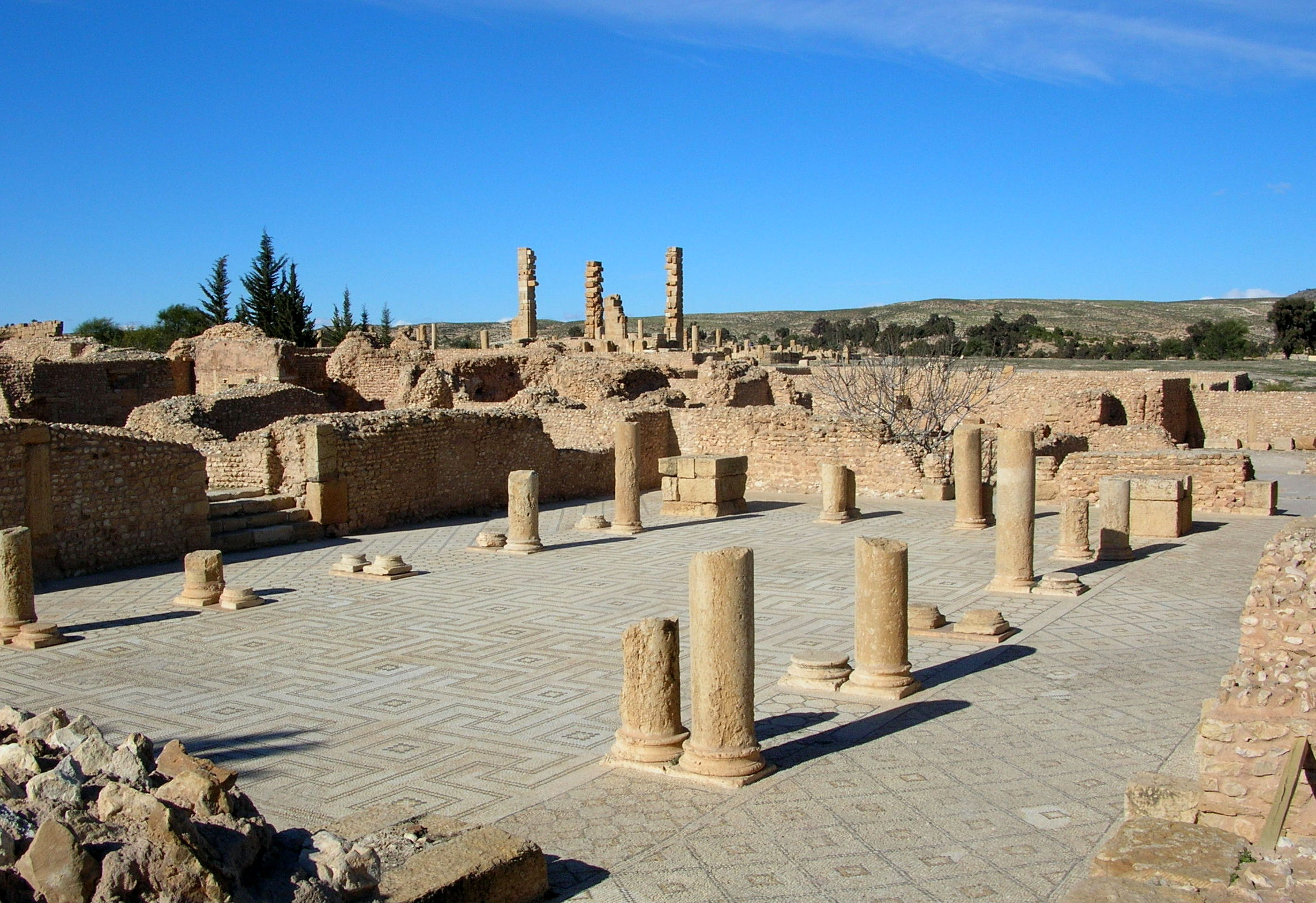
Termas
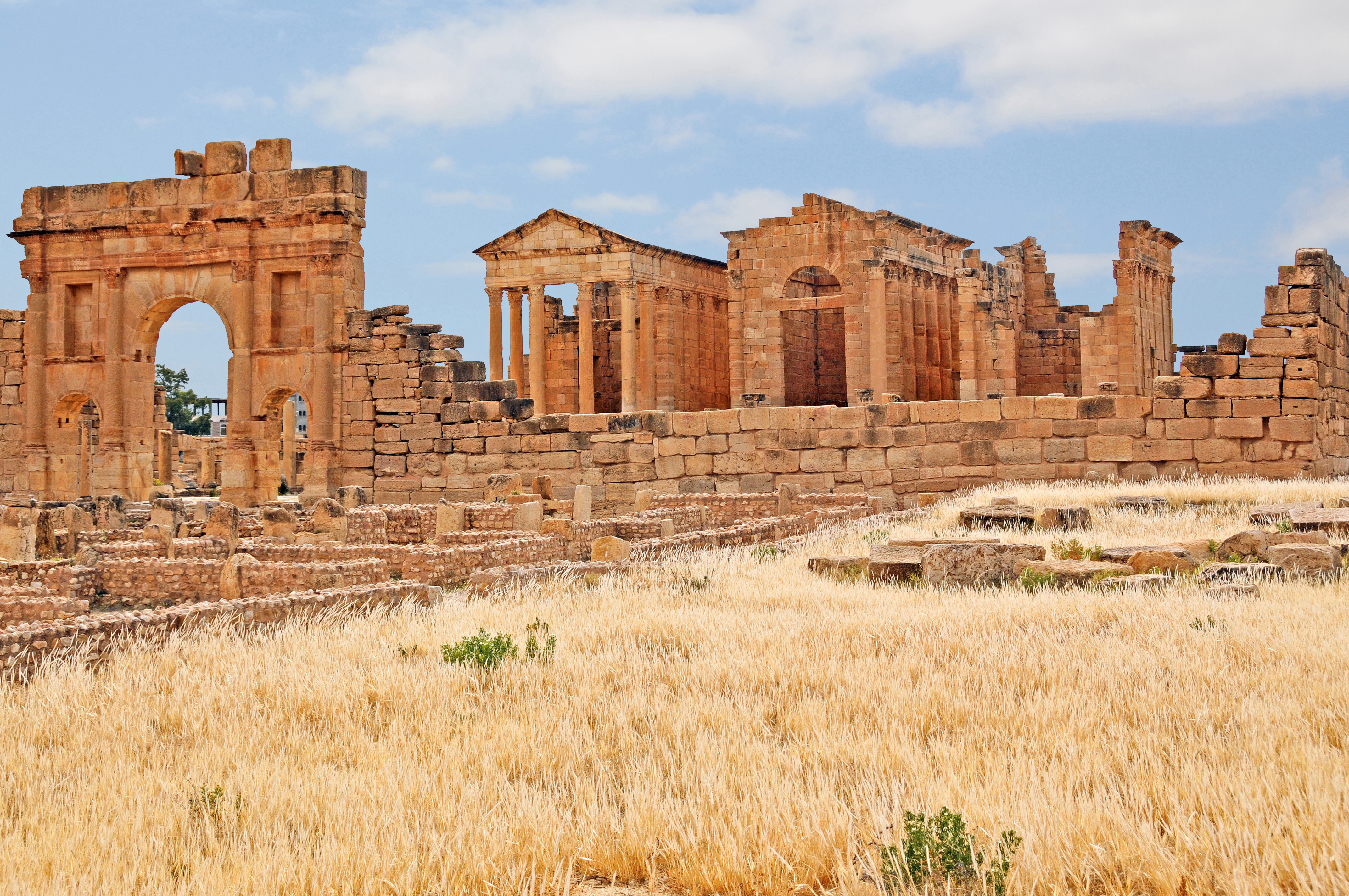
Arco de Antonino Pío y el Capitolio